# Connor Temple
Connor Temple es un personaje de ficción en la serie de televisión de ITV Primeval. Está interpretado por Andrew Lee Potts, que se relaciona fuertemente a su personaje. Es uno de los personajes principales, un estudiante de paleontología en la Universidad Central Metropolitana. Forma parte de un grupo de personas que descubren que los animales prehistóricos y extinguidos están pasando por anomalías en el tiempo y el espacio. Cuando el Ministerio del Interior asigna su profesor Nick Cutter para abordar los problemas originados por estas criaturas, Connor es aceptado como una ayuda para el resto del equipo.
Connor es visto como un geek, que disfruta de televisión de ciencia ficción y películas como Blake 7, y Star Wars. Él tiene un enorme interés por los dinosaurios y otros animales prehistóricos, y ha creado una base de datos de criaturas prehistóricas. También está interesado en las teorías de la conspiración y la criptozoología. Es este interés en estos picos su interés en un monstruo reportado (un gorgonopsido que estaba cerca del bosque del Decano), Nick Cutter lo conduce y a los otros en el descubrimiento de una anomalía en el curso del "Episodio Uno ".
Mientras Connor encuentra la idea de las anomalías momento emocionante, se cuestiona su propia utilidad después de que él lleva a Abby Maitland en una búsqueda inútil en "Episodio Dos", especialmente después de haber sido reprendido por eso. También es cierto que sin resolver y con miedo de algunas de las criaturas más peligrosas, casi deja al equipo después de uno de sus amigos es asesinado por un parásito del pasado en "Episodio 4",pero es persuadido por Cutter. Él está enamorado de Abby, con quien se encuentra actualmente viviendo. Aunque, terminó saliendo con una chica llamada Caroline Steel en la línea temporal alternativa(Que en realidad era parte de una conspiración relacionada con Helen Cutter), pero terminó por admitir a Abby que la amaba, pero debido a la vergüenza, no volvió a abordar el asunto, y fue a una cita con Caroline, dejando a Abby molesta y confundida.
Al comienzo de la primera temporada, Connor es visto como un estudiante por Nick Cutter, que cree que el nombre de Connor es un edificio, aunque ya haya completado su tesis doctoral. Más tarde, en el primer episodio, afirma que tiene "problemas de sinusitis y las alergias, pero su prueba de base de datos y su incalculable valor y se convierte en parte del equipo.
En el episodio dos, admite que recibió el Premio Duque de Edimburgo, pero no lo completó debido a un esguince de tobillo.
Connor Temple aún vive en el piso de Abby en la segunda temporada, y la pareja aún tiene un estrecho vínculo. En el episodio 7 Abby y Connor parecen pasar mucho más tiempo juntos que lo hicieron en la temporada anterior anterior. Connor es también irritado por el hecho de que el resto del equipo no confía en él con armas de fuego. Sin embargo, esto puede ser por una buena razón, como en el episodio 7, se dispara accidentalmente Abby con un dardo tranquilizante destinado a un Deinonychus bebé, yen el episodio 9 y se dispara a un hombre que es la mascota disfrazada de un parque de diversiones, confundiéndolo con un Smilodon (a pesar de ser tan mal tirador, afortunadamente no hace ningún daño real).
Connor se hace útil para el equipo de construcción, programación y funcionamiento de los dispositivos de detección de anomalías, basado en el descubrimiento de Cutter que las anomalías causan interferencias de radio. Connor es también el primer personaje en darse cuenta de que el equipo está siendo seguido por el misterioso hombre, que más tarde resulta que ha estado trabajando para Oliver Leek, aparte de ser un clon creado por Helen.
En la segunda temporada, Connor también consigue una nueva novia llamada Caroline Steel. Caroline y Connor se reúnen en una tienda de DVD y la invitó al piso de Abby con él. Después de Connor casi es comido por una Paralvinella gigante en el episodio y se cubre de una sustancia pegajosa, accidentalmente borra el número de Caroline de su mano. Connor evidentemente se preocupa acerca de Caroline, y por el final del episodio parece justo por delante de Abby, mucho más a la confusión de esta última. En el episodio 10, Connor es perturbado cuando Abby es atrapada por un mer, y la busca. Cuando Abby está colgando de la pared de un acantilado, a punto de ser devorada por una reina mer Connor le dice que él la ama. Connor tarde se enfrenta con Abby sobre esto, pero sigue siendo el novio a Caroline. En el siguiente episodio, termina con Caroline(De hecho, desconocido para él, Caroline fue pagada por Oliver Leek para espiar a Connor.) Esto ahora lo abre a Abby, y busca la ayuda de Stephen como él aún no está seguro de si Abby está interesada en él.
Connor sigue siendo fiel a Abby en toda la temporada. Connor es más tarde sorprendió al descubrir que Carolina sólo salió con él porque le estaban pagando. Leck dice que él y Connor son similares, diciendo que ambos son nerds y nunca llegan a las chicas atractivas. Para este Connor hace otro comentario sarcástico, diciendo que hablara con él. Por último, Connor se ve al final del episodio en el funeral de Stephen. Él está cerca de Abby, pero, sorprendentemente Caroline es invitada al funeral, a pesar de los otros personajes nunca la conocieron. Caroline le recuerda a Connor que tiene su número de móvil y luego se va rápidamente. Como Connor y Abby se alejan, Abby intenta tomar la mano de Connor, pero Cutter recibe una llamada urgente de una anomalía. En una de las escenas finales, Connor se observa en la parte trasera del coche de Cutter con un arma, ya que sugiere que Cutter confía en él con armas de fuego.
En una entrevista con Adrian Hodges y Tim Haines en la tercera temporada, que reveló que Connor y Abby pasan por "tiempos difíciles", pero la serie sería "un final feliz.". En una entrevista reciente en la Expo MCM Londres, Andrew Lee-Potts reveló que al menos parte de la serie, Connor iría a vivir con Lester, posiblemente debido al hecho de que Abby Maitland recibe a su hermano. Está a punto de morir por un Giganotosaurus en la tercera temporada.
En la tercera temporada después de que la ARC explota Connor regresa a la construcción para encontrar a Cutter. Cuando lo hace se encuentra con que le habían disparado. Connor lo quiere ayudar, pero Cutter le dice que se siente y empiezan a hablar. Cutter le dice que él está ahora a cargo y tiene que llevar a cabo su labor de seguimiento y el estudio de las anomalías. A continuación, le da el artefacto misterioso que Helen estaba tratando de trabajar lo que era.Se ve entonces que llevaba el cuerpo de Cutter del edificio en llamas y luego, después de todo el mundo se dio cuenta de que está muerto se le ve llorando y consolando por Abby. En el episodio 18 Connor se encuentra durmiendo en la ARC porque el hermano de Abby, Jack estaba viviendo en su apartamento. Con el tiempo se queda a vivir con James Lester.
Al final del episodio ocho, Abby y Connor se besan después de que ella se entera de fue Connor el que recuperó a Rex después de que Jack perdió en un juego de póquer.
En el final de la tercera temporada se le ve viajando con Abby y Danny en la búsqueda de Helen Cutter. Helen descubre que será la causa de sitio 333 de la ubicación de la primera familia, un grupo de trece homonidos que muriéron misteriosamente a la vez, intoxicados por Helen. Connor es herido mientras lucha contra una manada de Deinonychus, y Abby se queda con él en el periodo Cretácico, mientras que Danny persigue a Helen. Ellos son vistos por última vez escondidos en un árbol como cae la noche, hablando de ir a casa.
En la temporada 4, en el primer capítulo se ve la vida que levan él y Abby en el Cretácico, un año después del último capítulo. Habían montado una base cerca del lugar en el que se cerró la anomalía, rodeada de elemento metálicos colgantes para advertirles si se volvía a abrir. A causa de un terópodo en celo que les roba una manta, Connor encuentra el dispositivo que usaba Helen para abrir anomalías: también había sido recogido por el terópodo. Aunque al principio parecía que estaba frito sin remedio, acaba activándolo, y logran abrir una anomalía con que volver al presente, en el que son detenidos por la nueva A.R.C.